# Bartolomeo Bizio
Bartolomeo Bizio (Longare, 30 ottobre 1791 – Venezia, 27 settembre 1862) è stato un chimico italiano.

## Biografia
Figlio di un sarto di Costozza di Longare (Vicenza), ai primi dell'Ottocento dopo il trasferimento della famiglia a Gazzo, in provincia di Padova, cominciò a lavorare presso la farmacia locale dove si appassionò alla chimica e alla fisica.
Trasferitosi a Padova, svolse gli studi liceali e universitari, pur continuando a lavorare. Nel 1820 si diplomò farmacista e nello stesso anno acquistò una farmacia a Venezia.
Nel 1819 scoprì che la causa del fenomeno della colorazione rossa della polenta è un batterio che battezza Serratia marcescens in onore del fisico fiorentino Serafino Serrati, inventore del battello a vapore. Sulla scia di questi risultati, continuò gli studi sui molluschi e scoprì che la colorazione verde assunta dai molluschi in putrefazione è dovuta alla reazione tra l'ammoniaca e i sali di rame presenti in alcune parti dei molluschi.
Continuando ad occuparsi di colori e di molluschi, nel 1833 pubblicò sugli Annali delle Scienze del Regno Lombardo-Veneto il saggio Scoperta del principio purpureo dei due Murex trunculus e Murex brandaris e studio delle sue proprietà. Bizio riuscì a comprendere che è la ghiandola ipobranchiale dei due murici che secerne i liquidi che al contatto dell'aria assumono due diverse colorazioni: dall’hexaplex trunculus si ottiene una porpora violetta (amethistina), mentre è dal bolinus brandaris che si ottiene il rosso della tradizionale porpora di Tiro o porpora di Bisanzio.
Per questi suoi studi al microscopio può essere considerato un precursore della moderna microbiologia.